# Hovinbekken

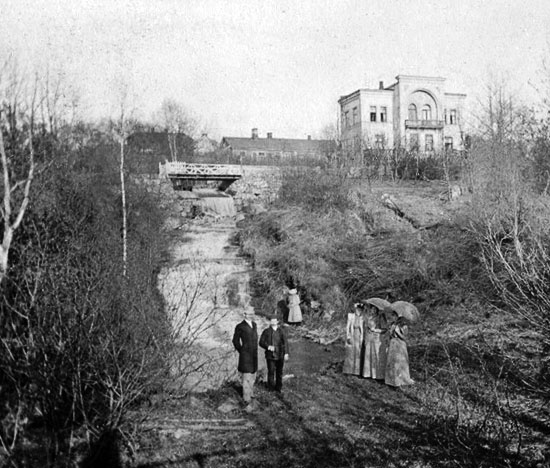
Hovinbekken omkring 1890. Øvre Foss rinner från Galgeberg ned mot Klosterenga

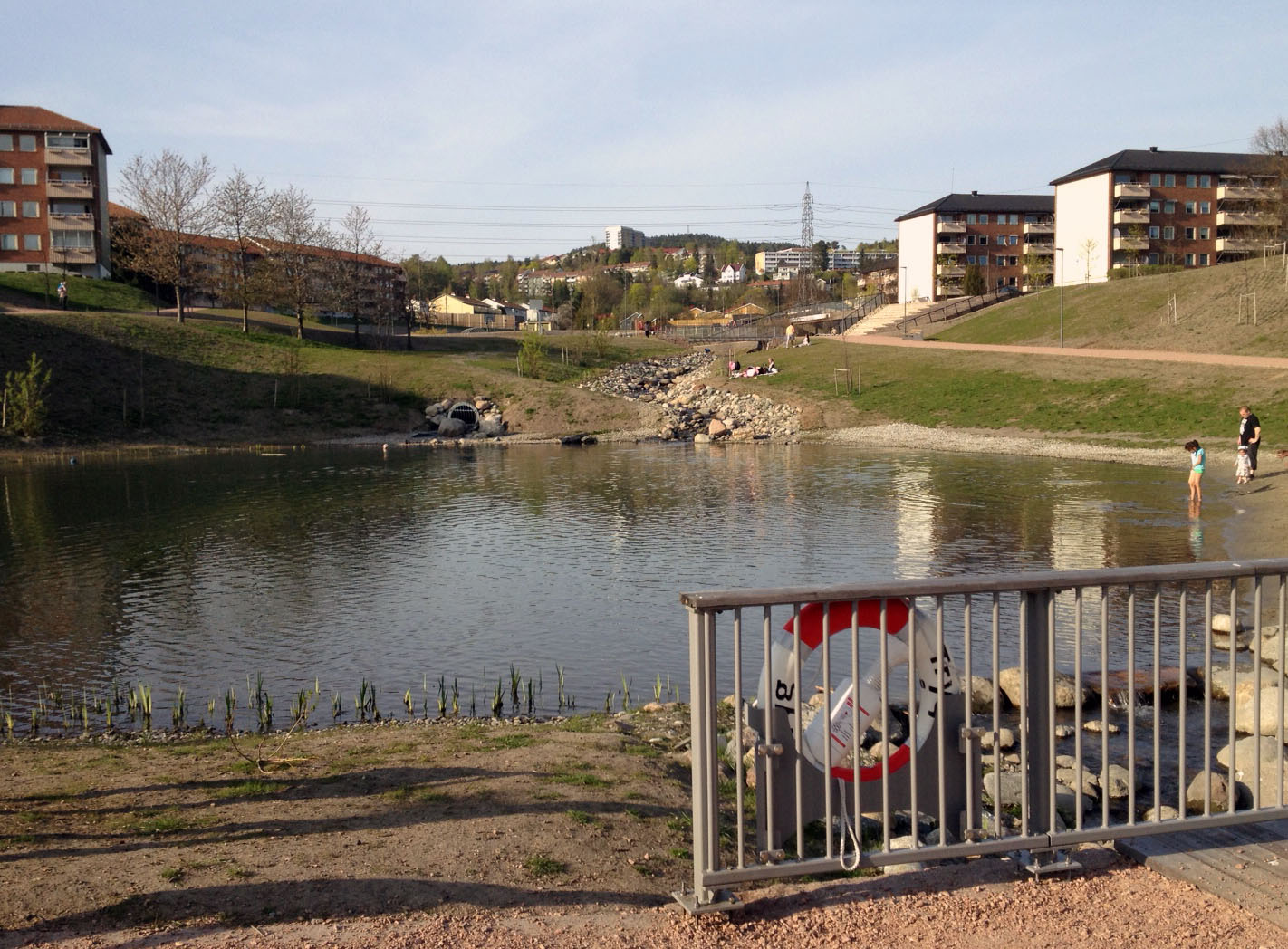
Hovinbekken i Bjerkedalen park

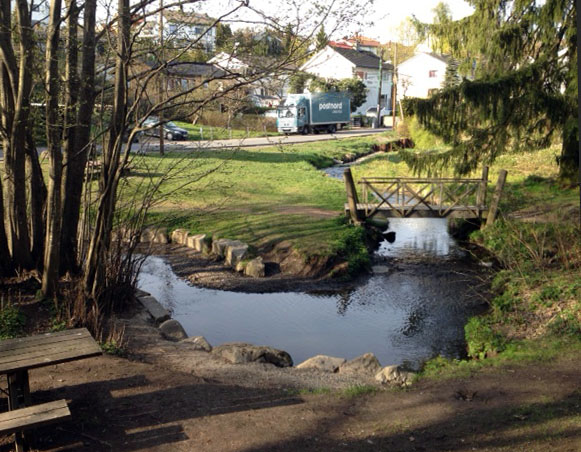
Hovinbekken vid Nordalveien

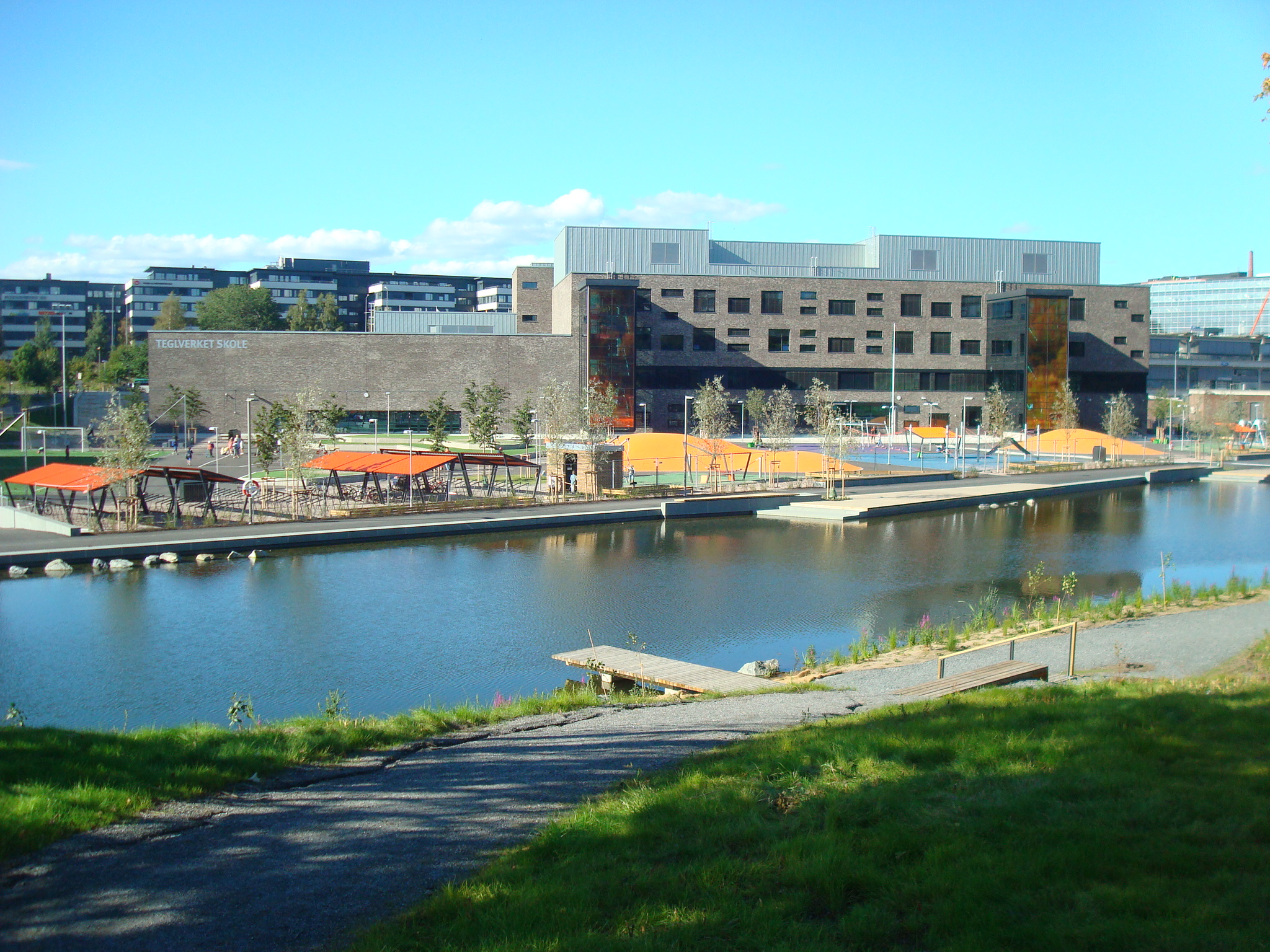
Teglverksdammen vid Teglverket skole, strax innan Hovinbekken passerar Grenseveien

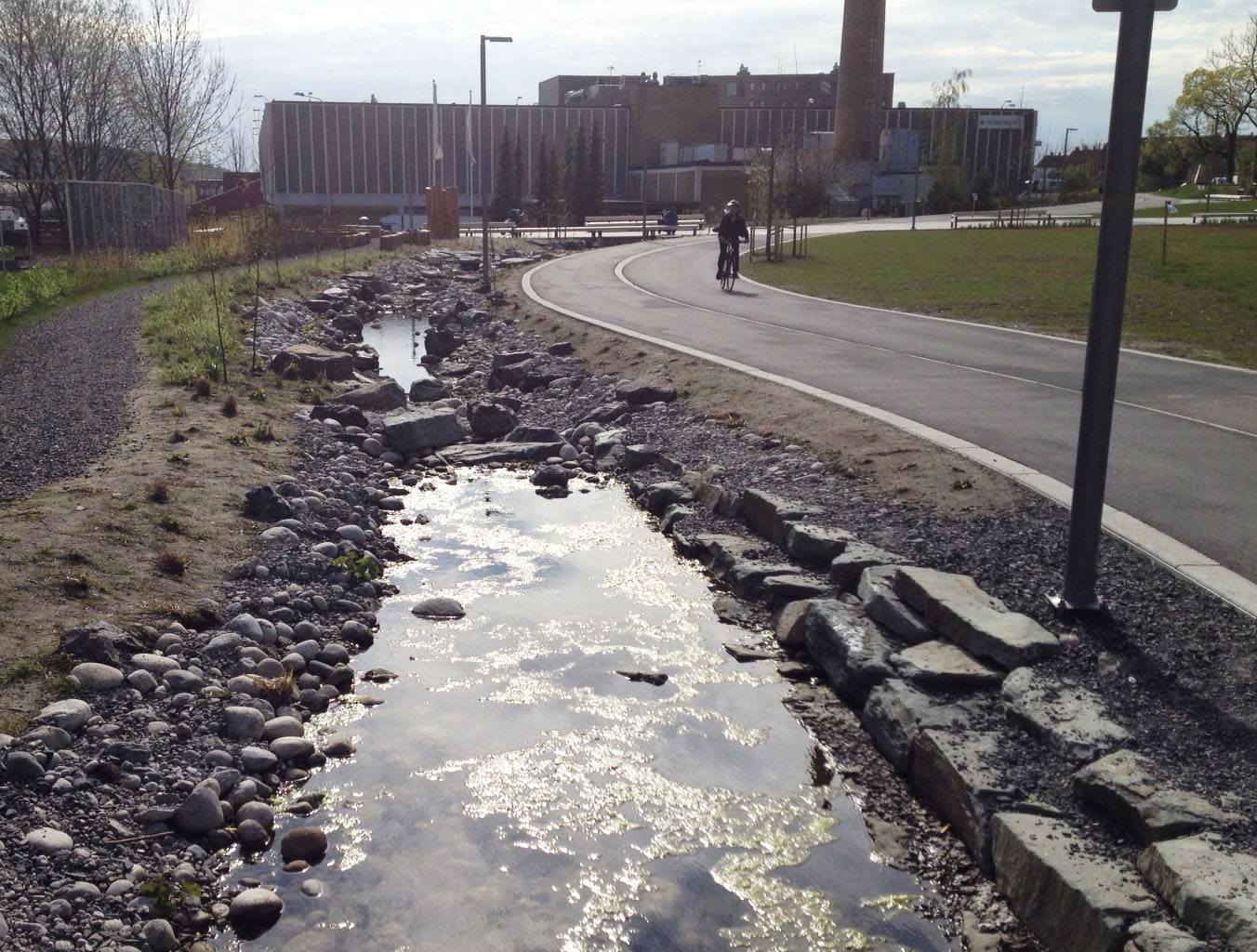
Rekonstruerad sträcka i Tiedemannsparken

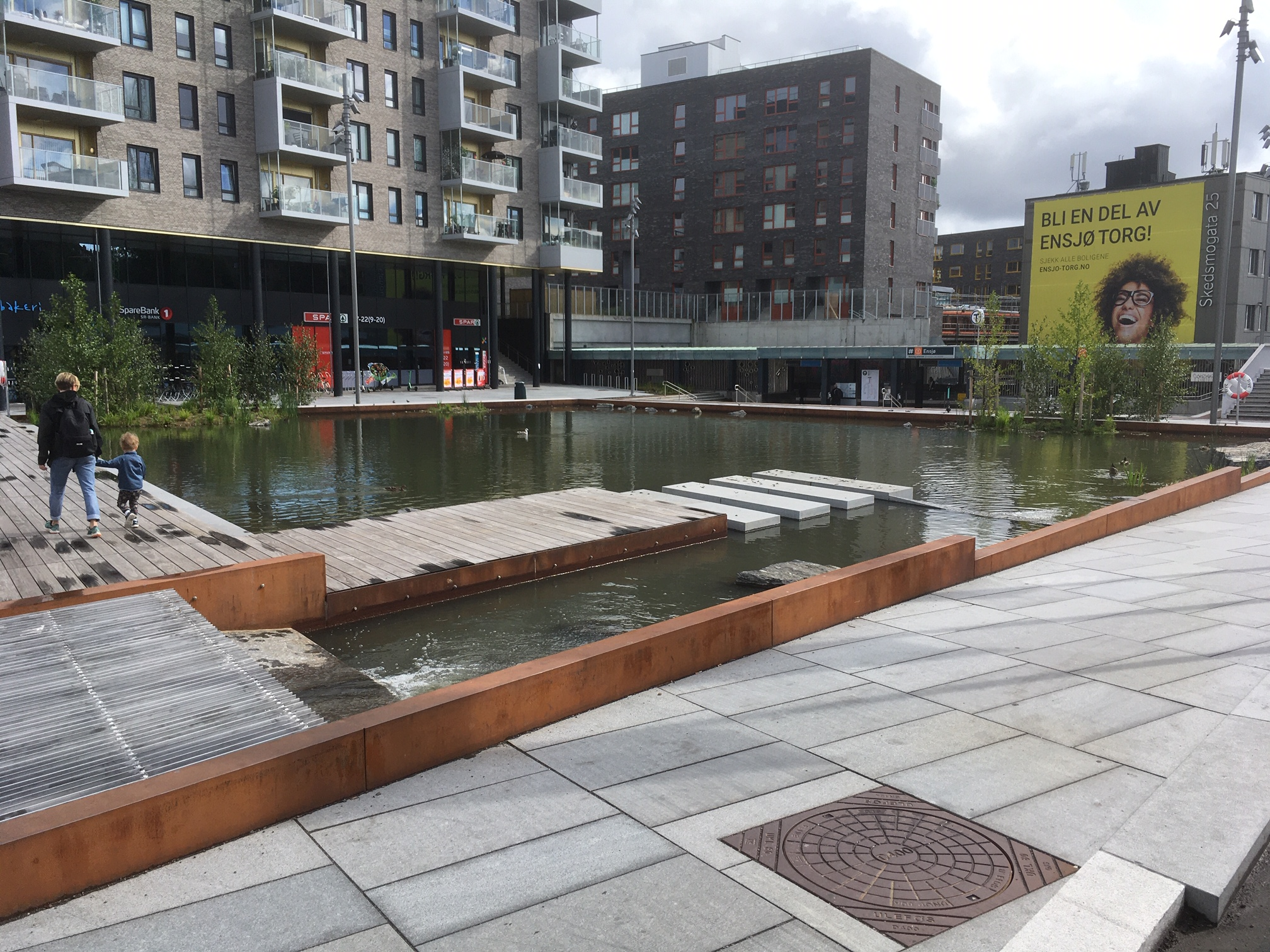
Nyetablerad vattenspegel vid Ensjø stasjon, 2020

Hovinbekken, också benämnd Klosterelva, Nonneelva och Munkebekken, är ett vattendrag i centrala Oslo. Bäcken hette ursprungligen Hasla. Hovinbekken var det av Oslos vattendrag som efter stadsutbyggnaden blev lagd i kulvertar, men som på långa sträckor åter har blivit lagd i markplanet på 2000-talet. 
Hovinbekken har sina källor i Grefsen- och Årvollmarka. Den första sträckan från Isdammen i Årvoll rinner bäcken öppet, tills att den passerat bostadsbebyggelsen i Årvoll under jord och nått Årvolldammen, en baddamm med omgivande grönområde, som anlades 1962 och rustades upp 2010. Därifrån löper Hovinbekken genom den tätt skogbevuxna Bekkedalen till Trondheimsveien, och därefter fram till Refstadveien och Bjerkedalen.
Vid Brobekk utgör bäckfåran det centrala elementet i Bjerkedalen park, som anlades 2012–2013 med Hovinbekken i marklägen på en 300 meter lång sträcka. Från parken rinner bäcken dels öppen, dels i kulvert längs Nordalveien och genom en del av villabebyggelsen i Risløkka. Nederst i Risløkka tar det öppna bäckloppet slut. Bäcken går därifrån under marken förbi Økern, ett område som är fullbyggt av vägar, järnvägar, Økernsenteret och andra kommersiella byggnader.
År 2015 togs floden åter upp i dagen sydväst om Økernsenteret, vid Dronning Margretes vei. Därifrån rinner bäcken ned till  Teglverksdammen i Hasle. Från dammen leds bäcken vidare under Grenseveien och ned genom den nya Ensjøbyen, Tiedemannsparken och Stålverksparken. 
På större delen av sträckan från Økern till Galgeberg har bäcken rekonstruerats i ett nytt lopp som en integrerad del av grönområde och bebyggelse. Från Galgeberg går bäcken tills vidare under mark ned mot Oslofjorden, men det har diskuterats att öppna bäcken genom Klosterenga ned mot Grønlandsleiret.

## Historik
Hovinbekken utgjorde Gamlebyens nordgräns mot Grønland. Den har haft en rad sidobäckar som idag är nedlagda i rör. Fram till dess att den nedre delen lades i kulvert och fördes ut till Akerselvas utlopp, hade den utlopp i Oslofjorden där dagens korsning av Schweigaards gate/Grønlandsleiret/Oslo gate ligger.
På medeltiden ledde Nonnebrua över bäcken och ut till området där benediktinernunnorna bodde i Nonneseter kloster. Bäcken kallades då Klosterelva, vilket tyder på att den då hade större vattenföring än idag.